# Oscar Micheaux
Oscar Micheaux (ur. 2 stycznia 1884, zm. 25 marca 1951) – amerykański reżyser, scenarzysta i producent filmowy.

## Filmografia
producent
- 1920: Within Our Gates
- 1935: Murder in Harlem
- 1939: Lying Lips
- 1948: The Betrayal

reżyser
- 1919: The Homesteader
- 1921: The Gunsaulus Mystery
- 1925: Body and Soul
- 1930: A Daughter of the Congo
- 1939: Lying Lips
- 1948: The Betrayal

scenarzysta
- 1920: Within Our Gates
- 1935: Murder in Harlem
- 1939: Lying Lips

## Wyróżnienia
Posiada swoją gwiazdę na Hollywoodzkiej Alei Gwiazd.